# NGC 5983
NGC 5983 est une vaste et lointaine galaxie elliptique située dans la constellation du Serpent. Sa vitesse par rapport au fond diffus cosmologique est de (12459 ± 10 km/s), ce qui correspond à une distance de Hubble de 184 ± 13 Mpc (∼600 millions d'al). NGC 5983 a été découverte par l'astronome allemand Albert Marth en 1865.
À ce jour, une mesure non basée sur le décalage vers le rouge (redshift) donne une distance d'environ 184,000 Mpc (∼600 millions d'al). Cette valeur est comprise à l'intérieur des valeurs de la distance de Hubble.